# Larry Rountree III
Larry Rountree III (Raleigh, 13 febbraio 1999) è un giocatore di football americano canadese che milita nel ruolo di running back per i Los Angeles Chargers della National Football League (NFL).

## Carriera

### Los Angeles Chargers
Rountree al college giocò a football all'Università del Missouri. Fu scelto nel corso del sesto giro (198º assoluto) nel Draft NFL 2021 dai Los Angeles Chargers. Nella settimana 10 contro i Minnesota Vikings segnò il suo primo touchdown su corsa. La sua stagione da rookie si chiuse con 87 yard corse e una marcatura in 12 presenze, nessuna delle quali come titolare.